# SN2反応

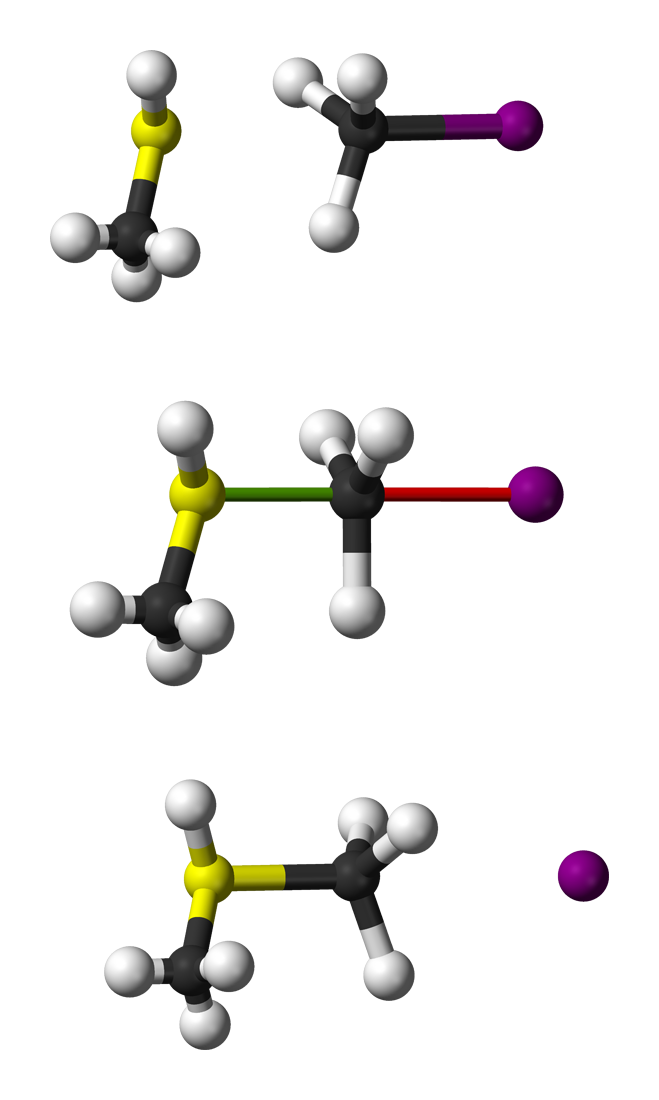
CH_{3}SHとCH_{3}IのS_{N}2反応の球棒モデル表現

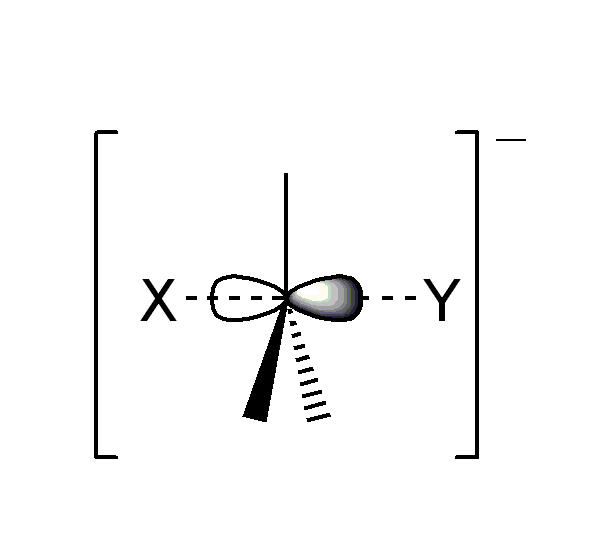
S_{N}2反応の遷移状態

SN2反応（エスエヌツーはんのう）は有機化学で一般的な反応機構の一つである。この反応では、結合が1本切れ、それに合わせて結合が1本生成する。SN2反応は求核置換反応である。"SN" は求核置換反応であることを示し、"2" は律速段階（英語版）が2分子反応であることを示している。そのほかの主な求核置換反応としてSN1反応がある。
また、「2分子求核置換反応」とも呼ばれる。無機反応の場合は結合性置換反応あるいは交換機構 (interchange mechanism) とも呼ばれる。

## 反応機構
この反応は脂肪族化合物のsp3炭素に電気陰性度の大きい安定な脱離基（Xとする。ハロゲンであることが多い）が結合している場合に起こりやすい。C–X結合が切れ、新たに求核剤（YまたはNuと表記される）との結合C–YないしC–Nuが同時に生成する。このとき炭素原子は求核攻撃を受けて五配位の遷移状態となっており、sp2混成軌道を作っている。求核剤は、自身の非共有電子対の軌道とC–X結合の反結合性軌道σ*の重なりが最大となる、脱離基と180°反対側から炭素を攻撃するため、脱離基は求核剤と反対側から押し出され、求核剤が結合した炭素を中心として点対称となる四面体形化合物が生成する。
基質がキラルだった場合、立体配置（立体化学）が反転する。これはヴァルデン反転と呼ばれる。
SN2反応の例として、Br−（求核剤）がクロロエタン（求電子剤）と反応してブロモエタンができ、塩化物イオンが脱離する反応がある。

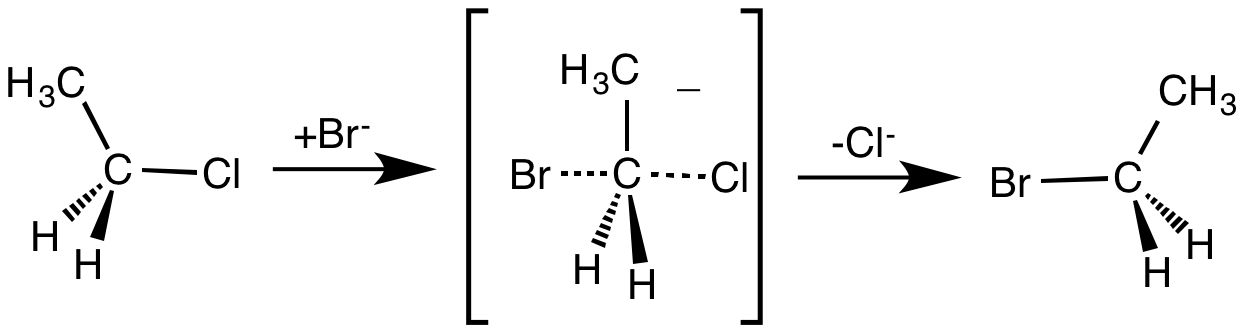
クロロエタンと臭化物イオンのS_{N}2反応

SN2反応は基質において反応する炭素の周囲に置換基による立体障害がない時に起きる。ゆえに、この反応は立体障害の少ない一級の炭素上で起きることが多い。中心となる炭素が三級であるなど、脱離基周辺の置換基が立体的に混み合っている場合は、SN2反応ではなくSN1反応が起きやすい（三級の炭素の方がカルボカチオン中間体が安定になるため）。

## 反応速度を決める因子
SN2反応の反応速度を決める因子は4つある。

### 基質
基質が反応速度を決めるのに最も大きな役割を果たしている。これは求核剤が基質を後ろから攻撃し、脱離基との結合を切断して求核剤との結合を作るためである。ゆえに、SN2反応の反応速度を最大にするためには、基質の後ろ側の立体障害ができるだけ少なくなるようにしなければならない。これは、メチル基の炭素や一級の炭素が反応する場合最も速度が速く、二級の炭素が反応する場合はそれより遅くなる。三級の炭素では立体障害が大きいためSN2反応は起こらない。脱離基が抜けることで共鳴安定化などにより安定なカルボカチオンが生成する場合、SN2反応の代わりにSN1反応が起こる。

### 求核剤
基質と同様に、求核剤の強さも立体障害の度合いに依存する。例えばメトキシドアニオンは強塩基であり、かつメチル基が立体的に混み合っていないため、強い求核剤となる。一方tert-ブトキシドは、強塩基でありながら中心の炭素にメチル基が3つ結合しているため弱い求核剤である。また、求核剤の強さは電気陰性度や電荷にも依存する。負電荷が大きく、電気陰性度が小さい物質を強い求核剤と呼ぶ。例えば、OH−は水よりも強い求核剤で、I−はBr−より強い求核剤である（極性溶媒において）。非プロトン性極性溶媒中では、溶媒と求核剤の間で水素結合が生成しないため求核剤は周期表上で上に行くほど強くなる。この場合、求核剤の強さは塩基としての強さに比例する。したがって、この場合I−はBr−より塩基としては弱いため、弱い求核剤となる。つまり、強い求核剤や、陰イオン性の求核剤は求核置換反応ではSN2反応を起こしやすいということである。

### 溶媒
溶媒も、求核剤の周りに大量にあり、結合しようとする炭素原子に求核剤が接近するのを妨げるか妨げないかに影響するので、反応速度に影響を及ぼす。テトラヒドロフラン（THF）のような非プロトン性極性溶媒はプロトン性溶媒よりも溶媒として好ましい。それは、プロトン性溶媒は求核剤と水素結合を形成し、脱離基と結合している炭素を攻撃するのを妨げるからである。比誘電率が低く、分子間力の小さい非プロトン性極性溶媒は、求核置換反応ではSN2反応を起こしやすい。このような溶媒には、DMSOやDMF、アセトンなどがある。非プロトン性極性溶媒中では、求核剤の強さはその塩基としての強さに対応している。

### 脱離基
脱離基のアニオンとしての安定性や、炭素原子との結合の強さも反応速度に影響する。脱離基の共役塩基が安定であるほど、結合の共有電子対を持って行きやすい。ゆえに、脱離基の共役塩基が弱く、それに対応する酸が強いほど、好ましい脱離基であると考えられる。ゆえに、よい脱離基の例としてはハロゲン化物（炭素との結合が強すぎるフッ素を除く）やトシル塩がある。しかし、HO−やH2N−などはよい脱離基とはいえない。

## 反応速度論
SN2反応は二次反応であり、律速段階の反応速度 r は求核剤の濃度 {\displaystyle {\ce {[Nu^-]}}} と基質の濃度 {\displaystyle {\ce {[RX]}}} によって決まる。
{\displaystyle {\ce {r =}}}k{\displaystyle {\ce {[RX][Nu^-]}}}
これがSN1反応とSN2反応の決定的な違いである。SN1反応は律速段階が終了してから求核攻撃が始まるのに対し、SN2反応では求核剤が炭素に結合するのと同時に脱離基を押し出すのが律速段階となる。言い換えれば、SN1反応の速度は基質の濃度だけで決まるのに対し、SN2反応の速度は基質と求核剤の両方の濃度に依存する。どちらの反応も起きうる場合（反応する炭素が二級の場合）は、どちらがどのくらい起きるかは溶媒、温度、求核剤の濃度、脱離基によって決まる。
SN2反応は一般的に一級ハロゲン化アルキルにおいて、もしくは二級ハロゲン化アルキルが非プロトン性溶媒中にあるときに起こりやすい。この反応は三級ハロゲン化アルキルでは立体障害のため無視できる程度しか起こらない。
また、α-ハロケトンではハロゲン化アルキルより速い速度で反応が進行する。これは隣接するアシル基によって反応が加速されるためである。

## E2反応との競合
SN2反応と同時に起こる副反応としてはE2反応がある。反応するアニオンが求核剤としてではなく塩基として働いた場合、プロトンを引き抜いてアルケンを生成する。これは反応するイオンが立体的に混み合っていて、基質がプロトンを引き抜かれやすい時に起きやすい反応である。脱離反応は温度が高いと起きやすいが、これは温度上昇に伴いエントロピーが増大するためである。これは気体状態で硫酸塩と臭化アルキルを質量分析器の中で反応させると観測できる。
ブロモエタンの場合は、生成物は置換生成物が優先する。求電子剤周辺の立体障害が大きくなるにつれて、例えば臭化イソブチルでは脱離生成物が優先する。また、塩基性が強い場合脱離が優先する。弱い塩基である安息香酸塩が基質のとき、2-ブロモプロパンと反応すると55%が置換反応を起こす。一般に、この反応では溶媒効果のあるなしにかかわらず、気相中での反応と溶液中での反応は同じ傾向を示す。

## ラウンドアバウト機構
2008年、塩化物イオンとヨードメタンを交差分子線法（crossed molecular beam imaging）と呼ばれる特殊な技術を使って気相中で反応させることでSN2反応のラウンドアバウト機構（roundabout mechanism）が観測され、注目を浴びた。これは塩化物イオンを十分に加速し、衝突させて反応させたあとのヨウ化物イオンのエネルギーが予想よりずっと低かったために発見され、実際にヨウ素原子が分子から追い出される前にメチル基の周りを1周回っているためにエネルギーが失われているということが理論化された。

## 関連文献
- 奥山格「ビニル炭素におけるSN2反応」『有機合成化学協会誌』第64巻第4号、有機合成化学協会、2006年、348-358頁、doi:10.5059/yukigoseikyokaishi.64.348。